# Ambrogio Buonvicino
Ambrogio Buonvicino (* um 1552 in Mailand; † Juli 1622 in Rom) war ein italienischer Bildhauer des Manierismus.

## Leben
Er war zunächst Schüler von Pietro Antichi. Gegen 1581 kam Buonvicino nach Rom, wo er bei Prospero Bresciano lernte. In der Folgezeit arbeitete er unter anderem im Auftrag der Päpste Sixtus V. und Paul V. Zu seinen bekanntesten Werken gehören das Relief der Schlüsselübergabe unterhalb der Benediktionsloggia des Petersdomes und das Grabmal für Papst Urban VII. in der Kirche Santa Maria sopra Minerva. Popularität erlangte er auch durch seine Engelsdarstellungen.
Giovanni Baglione widmete ihm eine Vita in seinen 1644 erschienenem Werk Le Vite de' pittori, scultori, et architetti.

## Werke (Auswahl)
- Reliefmedaillons  der Propheten David und Ezechiel, 1597–1598, Rom, Lateranbasilika (unterhalb der Orgel)
- Figuren von zwei Engeln, 1597–1599, Rom, Lateranbasilika (oberhalb des Sakramentsaltares, heute durch Kopien ersetzt)
- Statue von Johannes dem Evangelisten, Rom, Lateranbaptisterium
- Statue von Johannes dem Täufer, 1602–1603, Rom, Santa Maria sopra Minerva (Cappella Grazioli)
- Grabmal für Urban VII., 1613, Rom, Santa Maria sopra Minerva (Cappella dell’Annunziata)
- Stuckfigur Allegorie der Weisheit, Rom, Petersdom (Mittelschiff)
- Relief der Schlüsselübergabe, 1614, Rom, Petersdom (Fassade)
- Bronzestatuen von Petrus und Paulus, 1616, Rom, Petersdom (Confessio)
- Statue von Johannes dem Evangelisten, Rom, Sant’Andrea della Valle (Cappella Barberini)